# Anthaxia cupressi
Anthaxia cupressi – gatunek chrząszcza z rodziny bogatkowatych i podrodziny Buprestinae.

## Taksonomia
Gatunek ten opisany został w 2005 roku przez Svatopluka Bílego. W obrębie rodzaju kwietniczek umieszczany jest we wprowadzonej w 1917  roku przez Jana Obenbergera "Anthaxia manca species group" – palearktycznej grupie spokrewnionych gatunków, do której należą również: A. brodskyi, A. hackeri, A. intermedia, A. magnifica, A. manca, A. senicula, A. simandli, A. ulmi.

## Morfologia
Chrząszcz o smukłym, nieco wypukłym, matowo połyskującym ciele długości od 5,9 do 7,1 mm i szerokości od 2 do 2,9 mm. Ubarwienie ma zmienne. Seria typowa obejmuje okazy o całym ciele złotozielonym z lekkim mosiężnym połyskiem pośrodku przedplecza i u nasady pokrywy, o ciele zielonomosiężnym ze złotozielonym czołem oraz o ciele w całości jasnomosiężnym. Czułki i stopy we wszystkich przypadkach są czarne z zielonym połyskiem. Przeciętnych wymiarów głowa ma płaskie czoło porośnięte gęstym, białym, półwzniesionym owłosieniem, duże oczy nerkowatego kształtu oraz swą szerokością równe oczom, płaskie ciemię. Sięgające nieco za połowę przedplecza czułki mają gruszkowaty człon nasadowy, niemal  trójkątny człon trzeci, tępo trójkątne do trapezowatych człony od czwartego do dziesiątego i rombowaty człon ostatni. Rzeźba głowy obejmuje okrągłe do lekko owalnych komórki z ostrymi ziarenkami pośrodku. 2,2 raza szersze niż dłuższe przedplecze ma przednią krawędź głęboko dwufalistą, krawędzie boczne w przedniej połowie zaokrąglone, pośrodku wcięte i dalej niemal proste, a krawędź tylną nieznacznie dwufalistą. Rzeźba przedplecza obejmuje drobne i gęsto rozmieszczone, wielokątne komórki z ziarenkami pośrodku. Dość duża, płaska, prawie trójkątna tarczka jest mikrorzeźbiona. Pokrywy są stosunkowo wypukłe, dwukrotnie dłuższe niż szerokie, nieco klinowate w zarysie, o wierzchołkach odrębnie zaokrąglonych i niewyraźnie piłkowanych. Ich powierzchnie mają małe nabrzmiałości barkowe od których biegną poprzeczne wciski przypodstawowe, wypłycające się ku tarczce. W rzeźbie pokryw występują nieco poprzeczne, grube i gęsto rozmieszczone ziarenka. Spód ciała jest porośnięty krótkimi, rozproszonymi, przylegającymi, białymi włoskami oraz ma oczkowatą mikrorzeźbę. Genitalia samca charakteryzują się wyraźnie zwężającymi się za środkiem paramerami i edeagusem o tępym wierzchołku płata środkowego.

## Ekologia i występowanie
Larwy są ksylofagami. Przechodzą rozwój w nieoznaczonym przedstawicielu cyprysowatych.
Owad endemiczny dla Chin, znany tylko z Syczuanu.